# Egon Schwarz (Verbandsfunktionär)
Egon Schwarz (* 23. Januar 1907 in Tannwald, Österreich-Ungarn; † 9. November 1980 in Frankfurt am Main) war ein deutscher Wirtschaftsjurist und Vertriebenenpolitiker.

## Leben
Egon Schwarz wurde in Tannwald im Isergebirge geboren und wuchs in Reichenberg auf, wo er die Höhere Schule besuchte. Danach studierte Schwarz Rechtswissenschaften an der deutschen Karls-Universität in Prag, wo er 1933 zum Dr. jur. promoviert wurde. Vor deren Auflösung 1933 gehörte er der Deutschen Nationalsozialistischen Arbeiterpartei (DNSAP) in der Tschechoslowakei an. 1935 wurde er Mitglied der Sudetendeutschen Partei (SdP). Beruflich war er u. a. als Syndikus des Sudetendeutschen Genossenschaftsverbandes in Aussig tätig. Nach der Besetzung der deutschbesiedelten Grenzgebiete der Tschechoslowakei aufgrund der Münchner Abkommens und der Bildung des Reichsgaus Sudetenland 1938 war er in der neugebildeten Abwehrstelle in Aussig tätig. Am 20. März 1942 wurde er in den Sicherheitsdienst-Leitabschnitt Prag versetzt. Gegen Kriegsende wurde er zur Wehrmacht eingezogen und geriet in sowjetische Kriegsgefangenschaft. Nach einer Entlassung wurde er 1947 in die Sowjetische Besatzungszone entlassen und erhielt eine Anstellung als Amtsgerichtsrat in Köthen. Schon bald verließ Schwarz die Sowjetische Besatzungszone und ging nach Frankfurt am Main, wo er später Geschäftsführer des Rings Deutscher Makler sowie Geschäftsführer der Kreishandwerkerschaft Frankfurt am Main und Geschäftsführer des Landmaschinen-Fachbetriebe e. V. wurde. Ferner war er auch als Syndikus und Prokurist für die Bauträger-Treuhandgesellschaft „Eigener Herd“ in Wiesbaden tätig.
Bekanntheit erlangte Egon Schwarz als Vertriebenenpolitiker. Er wurde Mitglied des Bundes der Vertriebenen, Präsident der Bundesversammlung der Sudetendeutschen Landsmannschaft und Geschäftsführer/Landesobmann des Landesverbandes Hessen der Sudetendeutschen Landsmannschaft. Seit 1954 war er außerdem Mitglied des Sudetendeutschen Rates.
1967 gehörte Egon Schwarz zu den Mitgründern des Vereins Heimatkreis Reichenberg Stadt und Land e. V.

## Ehrungen
- Nach ihm wurde der Dr.-Egon-Schwarz-Gedächtnispreis/Preis für Publizistik benannt, mit dem u. a. Rudolf Hemmerle, Anton Herget und Alfred Zerlik ausgezeichnet wurden.

## Schriften (Auswahl)
- Das Grundgesetz – eine Waffe in unserem Rechtskampf. In: Aussiger Bote, 1967, H. 5, S. 131f.
- Bekundung der Heimatliebe. In: Riesengebirgs-Buchkalender 1978, S. 26.